# Gran Vía de Colón
La Gran Vía de Colón es una calle de Granada (España), la principal arteria del centro de la ciudad.
Su construcción a finales del siglo xix conllevó la demolición del 20 % de la superficie entonces de la ciudad. El proyecto fue auspiciado por la Cámara de Comercio granadina y encargado al arquitecto municipal Modesto Cendoya. La vía fue urbanizada entre 1895 y 1934, levantándose cincuenta y dos edificios. Incorpora a lo largo de su recorrido una destacada serie de ejemplos de arquitectura ecléctica y modernista. En 1961 el edificio de Correos en la cabecera de la calle fue demolido y sustituido por la plaza de Isabel la Católica. En las siguientes décadas de 1970 y 1980 diversas construcciones historicistas fueron reemplazadas por bloques de viviendas descontextualizados.